# Saʿdi

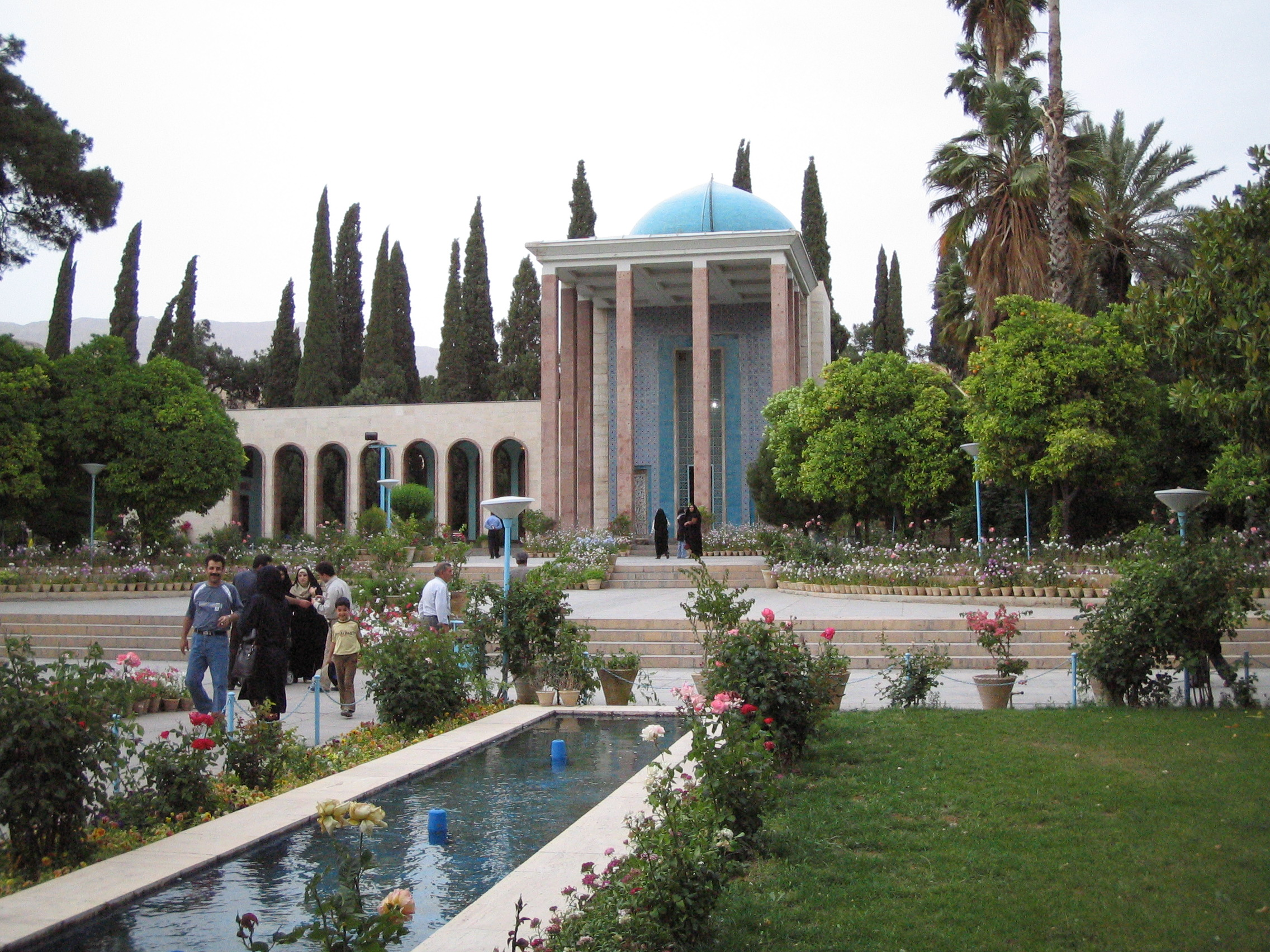
Il mausoleo di Saʿdi a Shirāz

Abu Mohammad Mosleh ebn Abdollāh conosciuto anche come Saʿdi (o Saadi) di Shirāz, o più semplicemente Shirāzi (persiano ابو محمد مُصلِح بن عَبدالله سعدی شیرازی‎; 1210 – 1291) è stato un poeta persiano, dell'età islamica classica (il Medioevo occidentale). Saʿdi è riconosciuto non solo per la superiore qualità del suo stile, ma anche per la profondità del suo pensiero. Nella città di Shiraz è presente il suo mausoleo.

## Biografia
Nato al principio del XIII secolo, o addirittura sul finire del XII (più specificatamente nel 1184) presso l'antica città di Shīrāz, Sa‘dī – il cui vero nome fu probabilmente «Mušarrifu’d-Dīn ibn Muṣliḥu’d-Dīn ‘Abdu’llāh» –, assunse il suo nome d'arte (o taḫalluṣ) dal nome del suo protettore, l'atābeg Sa‘d ibn Zangī, il quale si prese cura del giovane ragazzo rimasto orfano di padre, e lo avviò agli studî presso il prestigioso collegio Niẓāmiyya, situato a Baġdād.
A partire dal 1226, egli diede il via definitivo al suo peregrinare nei più svariati luoghi e terre dell'Asia, e non solo (visitò anche Paesi non musulmani, come l'Etiopia cristiana o la porzione dell'India induista, azione la quale – all'epoca – era considerata un qualcosa di insolito per un viaggiatore musulmano). Sa‘dī avrebbe terminato questa sua lunga serie di esplorazioni e vagabondaggî – trovandosi non di rado in situazioni difficili e di pericolo –, solamente dopo all'incirca un trentennio. Nel 1256, infatti, fece ritorno nella sua città natale, ove rimase fino al termine dei suoi giorni, carico di esperienze e aneddoti da condividere con i suoi ascoltatori, venerato e rispettato per la sua saggezza e per le sue doti letterarie e poetiche.

## Curiosità
- Fu una delle principali fonti di ispirazione del filosofo e poeta statunitense Ralph Waldo Emerson.
- I versi del poema "Bani Adam" (ovvero i "Figli di Adamo", presente ne "Il Roseto") compaiono su un tappeto persiano donato dal popolo iraniano ed appeso su un muro dell'edificio dell'ONU a New York, che recita:

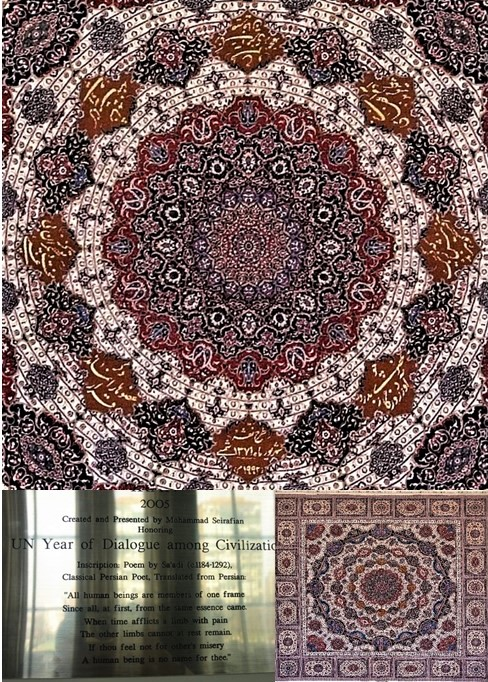
Tappeto persiano con la poesia di Sa'adi, Bani Adam, presso il palazzo delle Nazioni Unite a New York

(Bani Adam)

## Opere di riferimento sulla letteratura persiana
- E. Berthels, Ocerk persidskoj literatury, Leningrado 1928
- E.G. Browne, A Literary History of Persia, 4 voll., Cambridge 1951-53 (più volte ristampato)
- Jan Rypka, A History of Iranian Literature, Reidel Publishing Company, London 1968
- A.J. Arberry, Classical Persian Literature, London 1958
- A. Pagliaro-A. Bausani, La letteratura persiana, Sansoni-Accademia, Firenze-Milano 1968
- A. M. Piemontese, Storia della letteratura persiana, 2 voll., Fratelli Fabbri, Milano 1970
- N. L. Tornesello (a cura), La letteratura persiana contemporanea tra novazione e tradizione, numero monografico di Oriente Moderno, I (2003)
- D. Meneghini, Letteratura persiana in epoca selgiuchide (429-615 / 1037-1218), Cafoscarina, Venezia 2004
- C. Saccone, Storia tematica della letteratura persiana classica vol. I: Viaggi e visioni di re sufi profeti, Luni, Milano-Trento 1999; vol. II: Il maestro sufi e la bella cristiana. Poetica della perversione nella Persia medievale, Carocci, Roma 2005; vol. III: Il re dei belli, il re del mondo. Teologia del potere e della bellezza nella poesia persiana medievale, Aracne, Roma 2014
- J.C. Buergel, Il discorso è nave, il significato un mare. Saggi sull'amore e il viaggio nella poesia persiana medievale, a cura di C. Saccone, Carocci, Roma 2006

## Traduzioni italiane
Il suo capolavoro, il Bustan (o Būstān), ovvero Il Frutteto (tradotto dall'inglese The Orchard), è inserito tra i 100 libri migliori di sempre secondo il Norwegian Book Club. Traduzione italiana integrale:
Sa'di, Il Verziere (Bustan), a cura di Carlo Saccone, Centro Essad Bey-Amazon IP, Seattle 2018
L'altra sua famosissima opera, il Gulistan (o Golestȃn), ovvero Il roseto, è stata tradotta più volte in italiano:
- Sa'di, Il roseto, a cura di Italo Pizzi, due volumi, Lanciano, Carabba, 1917
- Sa'di, Il roseto, a cura di C. M. Guzzetti, Cinisello Balsamo, San Paolo, 1991
- Sa'di, Il roseto, a cura di P. Filippani Ronconi, Torino, Boringhieri, 1965
- Sa'di, Il roseto, a cura di R. Bargigli, Roma, Istituto per l'Oriente C. A. Nallino, 1979

Esiste anche una scelta dei suoi ghazal con testo a fronte:
- Sa'di, L'argento di un povero cuore. 101 ghazal, a cura di S. Manoukian, Roma, Ist. Cult. della Rep. Isl. d'Iran, 1991